# 尼尔·德鲁克曼
尼尔·德鲁克曼（英語：Neil Druckmann，1978年12月5日—）是以色列裔美国作家、创意总监、程序员以及顽皮狗联席总裁，因參與电子游戏《最後生還者》和《神秘海域4：盗贼末路》的工作而闻名。德鲁克曼在以色列出生并生活到10岁，早期的娱乐经历影响了他后来的叙事技巧。他在卡内基·梅隆大学学习计算机科学，之后參與电子游戏行业工作。
德鲁克曼第一份与电子游戏相关的工作是在顽皮狗公司做实习生。2004年，他成为《杰克3》（Jak 3）和《杰克X：战斗赛车》（Jak X: Combat Racing）的程序员，之后担任《秘境探險：黃金城秘寶》和《秘境探險2：盜亦有道》的游戏设计师。隨後被选为《最后生还者》的开发负责人，並担任创意总监一职，同時參與《神秘海域4：盗贼末路》的開發工作。此外，德鲁克曼还写过漫画书。曾参与动态漫画《神秘海域：因陀罗之眼》的创作 ，还自主创作了图像小说《莎拉的第二次机会》（A Second Chance at Sarah）。之后，他与艺术家费斯·艾琳·希克斯（Faith Erin Hicks）共同创作了《最后生还者：美国梦》，并任《最后生还者 第II章》总监。目前他正在为HBO开发《最后生还者》的改编电视剧。
德鲁克曼在《最后生还者》中的工作获得了很高的评价，获得了多个奖项和提名，包括两次英国学院游戏奖、两次DICE奖和三次美国编剧工会奖。他在《神秘海域4》中的工作也受到了赞扬并获得奖项。业界对他在《最后生还者 第II章》中的工作评价两极分化，其细节刻画受到赞扬，而其节奏和主题则受到批评。

## 早年生活
尼尔·德鲁克曼于1978年12月5日出生在以色列，母亲是耶胡迪·“朱迪”·德鲁克曼（Yehudit "Judy" Druckmann），父亲是杰里·伊兰·德鲁克曼（Jerry Ilan Druckmann）。在德鲁克曼小时候，他的哥哥伊曼纽尔（Emanuel）就给他看漫画书、电子游戏和电影。这些娱乐形式，特别是雪乐山和卢卡斯艺术的电子游戏，帮助德鲁克曼学习英语。德鲁克曼对讲故事特别感兴趣，自己还写漫画书。1989年他随家人移居美国。16岁时，他被朋友不慎用高尔夫球杆击中头部，缝合了30针，并在头骨上留下了永久性的凹痕。德鲁克曼在佛罗里达州迈阿密上中学，然后在佛罗里达大学学习犯罪学。他的哥哥曾在90年代末将他偷偷带进了E3电子娱乐展。德鲁克曼曾在My Favorite Muffin当过店员，并在PacSun当过销售人员。
进入大学后，德鲁克曼很快成为一名图形研究助理，当时他住在佛罗里达州的塔拉赫西。从2002年7月开始，他在计算科学与信息技术学院内的可视化实验室工作了一年。在此期间，他开始和一些朋友开发Linux和Microsoft Windows游戏《Pink-Bullet》。他一度想成为一名动画师，但他的父母禁止他报考美术班。在上了一门编程课后，德鲁克曼意识到这才是他的喜好。2002年12月他开始攻读计算机科学学士学位，并在第二年完成了学业。之后德鲁克曼搬到了匹兹堡，并就读于卡内基·梅隆大学。2003年8月，他开始攻读娱乐技术硕士学位，并于2005年获得卡内基·梅隆大学娱乐技术中心的硕士学位。2004年4月，还是卡内基梅隆大学学生的德鲁克曼与同学艾兰·布洛姆奎斯特（Allan Blomquist）合作开发了红白机游戏《Dikki Painguin in: TKO for the Third Reich》。

## 生涯
在游戏开发者大会上，德鲁克曼认识了顽皮狗的联合创始人杰森·鲁宾（Jason Rubin）。经过一番“烦扰”后，鲁宾将自己的名片给了他。2004年，德鲁克曼以编程实习生的身份加入了顽皮狗，几个月后被提拔为全职游戏程序员。在开发《杰克3》（2004）和《杰克X：战斗赛车》（2005）期间，德鲁克曼继续向联合总裁埃文·韦尔斯询问加入设计团队的事宜。威尔斯克制住了将他调入设计团队的想法，因为他原本是作为程序员被聘用的，但同意如果德鲁克曼在工作时间外完成设计工作，那么这些设计可以得到他的审查。在《杰克X》开发完成后，威尔斯认为德鲁克曼在设计领域颇有技巧，于是让他担任《秘境探險：黃金城秘寶》（2007）的游戏设计师。在这个职位上，他与艾米·亨尼格密切合作，构建了《神秘海域》的故事，之后作为首席游戏设计师参与了《秘境探險2：盜亦有道》（2009）的制作，开始更多地参与游戏的核心编写工作。德鲁克曼还参与了《杰克与达斯特：失落的边境》（Jak and Daxter: The Lost Frontier，2009）的初始设计和故事，这款游戏之后被顽皮狗放弃，由High Impact Games接手完成开发。
2009年，德鲁克曼作为编剧和监制参与了动态漫画《神秘海域：因陀罗之眼》创作。作为《德雷克船长的宝藏》的前传，《因陀罗之眼》讲述了第一代游戏事件发生之前内森·德雷克（Nathan Drake）的故事。德鲁克曼的第一部图形小说《莎拉的第二次机会》于2010年2月由Ape Entertainment出版。小说由艺术家乔苏克·王（Joysuke Wong）绘制插图，讲述了主角穿越时空回到过去与年轻的妻子见面的故事。德鲁克曼解释道，“这个想法有一些可爱与诗意。”他觉得自己与小说中的主角约翰尼（Johnny）有很多相似之处，“约翰尼的很多缺点和恐惧都是基于自己的缺点”。漫画最初于2010年2月24日发行，评论员特别称赞了王的插图以及德鲁克曼的文字和角色发展。
在开发完《神秘海域2》之后，顽皮狗分成两个团队同时进行项目开发。由于一个团队正在开发《秘境探險3：德瑞克的騙局》（2011），联合总裁埃文·威尔斯和克里斯托夫·巴莱斯特拉（Christophe Balestra）选择了德鲁克曼和布鲁斯·斯特拉利来领导新游戏的开发。德鲁克曼被选中的原因是他的决心和设计天赋。虽然他们原本准备开发一款杰克与达斯特系列的新游戏，但团队认为他们“没能真正满足该系列的粉丝”，于是决定制作一款名为《最后生还者》的新游戏。

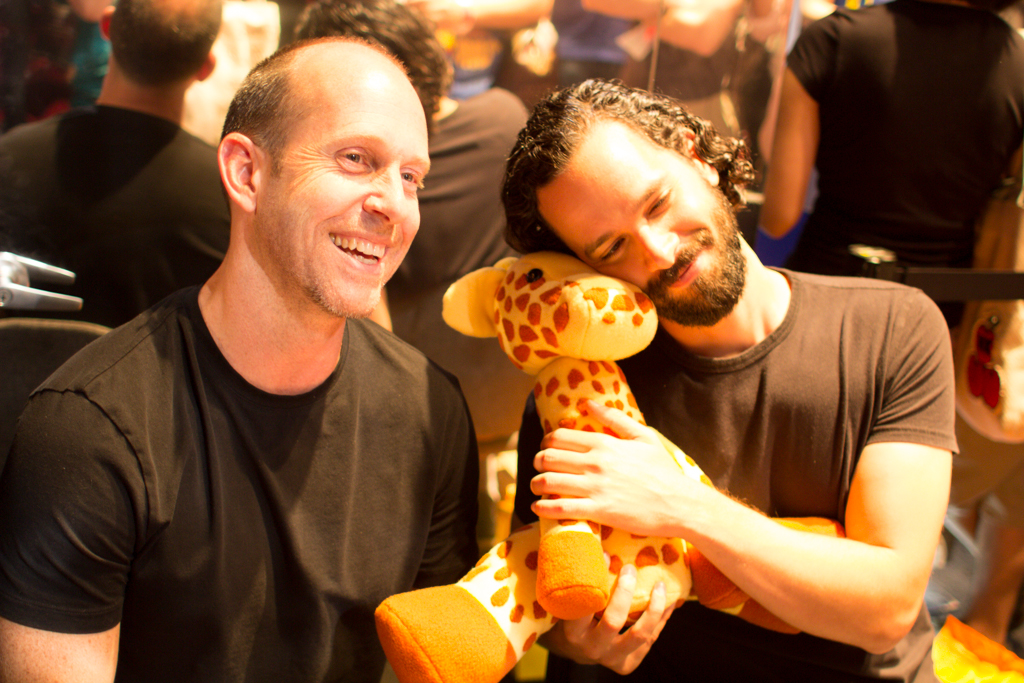
德鲁克曼（右）和游戏总监布鲁斯·斯特拉利（左）于2014年PAX游戏展。两人在《最后生还者》和《神秘海域4：盗贼末路》的整个开发过程中密切合作。

在构思《最后生还者》的创意时，德鲁克曼使用了他还是卡内基梅隆大学学生时创造的一个概念。他的想法是将《Ico》（2001）的游戏玩法融合在僵尸启示录的故事中，就像《活死人之夜》（1968）一样，主角类似于《罪恶之城》（Sin City，1991-2000）中的约翰·哈迪根（John Hartigan）。主角是一名警察，任务是保护一名少女，但由于他的心脏疾病，玩家经常会控制少女。他以这个概念为基础创作了《最后生还者》，将警察换成了乔尔（Joel），并将小女孩起名为艾莉（Ellie）。德鲁克曼在创作《最后生还者》时，打算让故事“牢牢扎根于现实之中”，这与顽皮狗以往“轻快、松散”的感觉截然不同。他解释说：“它需要比《神秘海域》更黑暗一点，探索一个更悲伤的主题。”在监制游戏之前，德鲁克曼参加了表演课程，以便“用同样的语言与演员交谈”。游戏于2013年6月14日发行，德鲁克曼在故事上的工作得到好评。他获得了许多奖项，包括英国学院游戏奖、DICE奖、游戏开发者选择奖、金摇杆奖和美国编剧工会奖。
德鲁克曼后来又制作了可下载资料片《最后生还者：往日余烬》（The Last of Us: Left Behind），这是一部专注于艾丽与朋友莱利关系的前传。他在《往日余烬》中的工作为他赢得了荣誉，包括第二次获得英国学院游戏奖和美国编剧工会奖。特别地，他创作的两个女性角色之间的吻戏受到赞扬，被评为电子游戏的“突破性时刻”。他还与作家兼艺术家费斯·艾琳·希克斯合写了四期漫画迷你系列《最后生还者：美国梦》。该书由黑马漫画公司出版，第一期于2013年4月发行，德鲁克曼的写作和角色发展，以及希克斯的简约插画都受到了好评。
在亨尼格于2014年3月离开顽皮狗之后，德鲁克曼和斯特拉利分别以创意总监和游戏总监的身份参与《神秘海域4：盗贼末路》（2016）的制作。最初的报道称亨尼格是被德鲁克曼和斯特拉利“逼出”顽皮狗的，不过联合总裁埃文·威尔斯和克里斯托夫·巴莱斯特拉后来否认了这一点。德鲁克曼与乔希·谢尔（Josh Scherr）共同编写了《神秘海域4》的故事。德鲁克曼认为谢尔是“有趣的人”，由于德鲁克曼自认不会写笑话，所以让他来编写《神秘海域4》的幽默部分。他很欣赏在《神秘海域4》上的写作合作，此前他几乎完全独立撰写了《最后生还者》的故事。《神秘海域4》于2016年5月10日发行，并因其故事而受到好评。游戏于2016年获得游戏大奖最佳叙事奖，并在第69届美国编剧工会奖上获得电子游戏写作杰出成就奖。德鲁克曼还担任《秘境探險：失落的遺產》的叙事开发主管，游戏于2017年8月发行。
2014年3月，索尼宣布德鲁克曼正在创作一部改编自《最后生还者》的电影，由山姆·雷米任制片人，幕寶電影公司发行。截至2015年1月，他已经写好了剧本的第二稿，并与一些演员进行了通读。此后电影很少有进展，德鲁克曼在2016年4月表示该片已进入开发地狱，2018年2月他表示“我不想拍那部电影。”德鲁克曼曾担任《伊迪芬奇的秘密》（2017）的游戏测试员。2017年8月，他作为嘉宾评委参加了《特效化妆师大对决》的一集节目。2018年3月，德鲁克曼升任顽皮狗副总裁。
德鲁克曼继续担任《最后生还者 第II章》（2020年）的创意总监，与哈利·格罗斯（Halley Gross）共同编写游戏剧情。前作的监制斯特拉利未参与游戏制作。游戏的复仇与报应主题的灵感来自于德鲁克曼自己在以色列的成长经历，在那里暴力是一个屡见不鲜的话题。他希望让玩家感受到“对复仇的渴望”，然后再让他们意识到自己行为的现实性。德鲁克曼指出，团队的一些成员对游戏中的犬儒主义感到不满，但最终他还是更喜欢一个有争议的故事，而不是一个“平凡”的故事。
2020年，德鲁克曼正在担任HBO的《最后生还者》电视改编剧的编剧和执行制片人，预计将描写这款游戏的故事，也可能是续作的部分内容。同年12月，顽皮狗宣布德鲁克曼成为公司的联席总裁，与埃文·韦尔斯成为公司的最高决策者。

## 写作风格
德鲁克曼的写作理念是“简单的故事，复杂的角色”，他在与游戏设计师科里·巴洛格（Cory Barlog）对话时意识了这一点。德鲁克曼不喜欢有着复杂论述的电子游戏，但喜欢写复杂的人物关系。在写作时，德鲁克曼聚焦每一个角色来打造场景，试图进入每一个角色的思维模式。他尝试忽略角色的固定属性，试图写出“诚实”。德鲁克曼还以极简主义的心态来写作，在编写游戏故事之前，德鲁克曼和斯特拉利会先创建一个完整的故事大纲，然后再更深入地探索叙事，讨论每一个关卡的“关键时刻”，从而引出一个更大的事件。他们一般从故事的中间部分开始，因为它是游戏玩法和叙事的核心，然后再探讨游戏的高潮和角色发展。《The Frame》的主持人约翰·霍恩（John Horn）指出，在德鲁克曼的故事中，包括《莎拉的第二次机会》和《最后生还者》，有一个重复的主题，即角色试图或希望以某种方式改变自己的过去。德鲁克曼承认他没有注意到这一趋势，不过他同意这一趋势，并认为这会在他以后的故事中反复出现。

## 影响
德鲁克曼将游戏编剧山姆·莱克列为一大灵感来源，自称是“老粉丝”。德鲁克曼最喜欢的电子游戏有《猴島小英雄2：老查克的復仇》（1991）、《Ico》和《生化危机4》（2005），他还经常受到以角色为中心的漫画的启发，如《传教士》（Preacher，1995-2000）、《Y：世上最后一个男人》（Y: The Last Man，2002-2008）。德鲁克曼还受到罗伯塔·威廉姆斯（Roberta Williams）的冒险游戏國王密使系列中的角色驱动叙事的影响。在创作《最后生还者》时，德鲁克曼受到了几部电影的启发，包括《殺無赦》（1992）、《險路勿近》（2007）和《地心引力》（2013）。

## 观点
德鲁克曼经常倡导电子游戏中的性别平等，称其受到阿妮塔·萨克伊西恩的影响。他在2014年游戏开发者选择奖上向萨克伊西恩颁发了大使奖，并经常为她的项目进行宣传。当德鲁克曼发现自己经常写一些“白人、异性恋、基督教男性”的角色时，他开始转而创作更多不同的角色。在《神秘海域4》的开发过程中，德鲁克曼受到了概念艺术家阿什利·斯维道斯基（Ashley Swidowski）的影响，在游戏中加入了更多的女性角色。他说，“她不断地挑战我，并推动我们的角色多样性”。
《最后生还者》中的艾莉最初在早期的焦点测试中受到了负面评价。德鲁克曼为艾莉是一个“坚强的、非性化的女性主角”而感到自豪，并希望其他开发者也能对角色采取类似的做法，而不必担心不受欢迎。德鲁克曼和斯特拉利对《最后的我们》中性别角色的一些反响感到惊讶，不过德鲁克曼指出“我们取得的进展越大，这些问题就越突出”。他称，女性主角会阻碍游戏销售是一种“误解”，《最后生还者》的成功即是证明。

## 个人生活
德鲁克曼是犹太人，目前与妻子玛雅和孩子们居住在加利福尼亚州洛杉矶。在《最后生还者》的开发过程中，他成为了一名父亲。在写作游戏故事时，女儿给了他“巨大的灵感”。他发现女儿的出生强化了他对家庭的想法，意识到自己会为她“做任何事情”。德鲁克曼和他的孩子一起玩电子游戏，如《集合啦！動物森友會》（2020）和宝可梦系列等。在《最后生还者》中担任监制的第一天，德鲁克曼就患上了头痛，并出现复视，第二天他就发现自己需要进行紧急眼科手术，因为左眼的感染威胁到了他的视力。

## 作品

### 电子游戏
| 年份 | 名称                     | 原文名                                     | 职位                         |
| ---- | ------------------------ | ------------------------------------------ | ---------------------------- |
| 2004 | 不適用                   | Dikki Painguin in: TKO for the Third Reich | 游戏程序员                   |
| 2004 | 杰克3                    | Jak 3                                      | 游戏程序员                   |
| 2005 | 杰克X：战斗赛车          | Jak X: Combat Racing                       | 游戏程序员                   |
| 2007 | 秘境探險：黃金城秘寶     | Uncharted: Drake's Fortune                 | 游戏设计师、共同编剧         |
| 2009 | 秘境探險2：盜亦有道      | Uncharted 2: Among Thieves                 | 共同首席游戏设计师、共同编剧 |
| 2009 | 杰克与达斯特：失落的边境 | Jak and Daxter: The Lost Frontier          | 最初设计与故事               |
| 2013 | 最後生還者               | The Last of Us                             | 创意总监、编剧               |
| 2014 | 最后生还者：往日余烬     | The Last of Us: Left Behind                | 创意总监、编剧               |
| 2016 | 神秘海域4：盗贼末路      | Uncharted 4: A Thief's End                 | 创意总监、首席共同编剧       |
| 2017 | 伊迪芬奇的秘密           | What Remains of Edith Finch                | 游戏测试员                   |
| 2017 | 秘境探險：失落的遺產     | Uncharted: The Lost Legacy                 | 叙事开发主管                 |
| 2020 | 最后生还者 第II章        | The Last of Us Part II                     | 创意总监、首席共同编剧       |

### 文学
| 年份 | 名称                 | 原文名                          | 角色         | 注释                  |
| ---- | -------------------- | ------------------------------- | ------------ | --------------------- |
| 2009 | 神秘海域：因陀罗之眼 | Uncharted: Eye of Indra         | 总监、编剧   | 动态漫画              |
| 2010 | 莎拉的第二次机会     | A Second Chance at Sarah        | 编剧         | 图形小说              |
| 2013 | 最后生还者：美国梦   | The Last of Us: American Dreams | 编剧         | 图形小说              |
| 2013 | 最后生还者的艺术     | The Art of The Last of Us       | 编剧（引言） | 与布鲁斯·斯特拉利合作 |
| 2014 | 顽皮狗的艺术         | The Art of Naughty Dog          | 编剧（部分） | 与布鲁斯·斯特拉利合作 |

### 影视
| 年份 | 名称             | 原文名                               | 注释                     |
| ---- | ---------------- | ------------------------------------ | ------------------------ |
| 2013 | 不適用           | Grounded: Making The Last of Us      | 纪录片                   |
| 2013 | 不適用           | Between the Lines with Barry Kibrick | 第13季第25集             |
| 2013 | 不適用           | How Videogames Changed the World     | 电视电影                 |
| 2015 | 不適用           | Conversations with Creators          | 网剧，第2集              |
| 2017 | 不適用           | The Game Makers: Inside Story        | 网剧，5集                |
| 2017 | 特效化妆师大对决 | Face Off                             | 第12季第7集              |
| 2023 | 最後生還者       | The Last of Us                       | 电视剧，编剧兼执行制片人 |

## 奖项与提名
| 年份 | 奖项                             | 类别                 | 获提名                         | 结果 | 来源          |
| ---- | -------------------------------- | -------------------- | ------------------------------ | ---- | ------------- |
| 2013 | 第31届金摇杆奖                   | 最佳叙事             | 《最后生还者》                 | 獲獎 | [ 29 ]        |
| 2013 | 第5届独立游戏奖                  | 最佳故事             | 《最后生还者》                 | 提名 | [ 84 ]        |
| 2013 | 《Hardcore Gamer》2013年度游戏奖 | 最佳写作             | 《最后生还者》                 | 獲獎 | [ 85 ]        |
| 2013 | 《Hardcore Gamer》2013年度游戏奖 | 最佳故事             | 《最后生还者》                 | 提名 | [ 86 ]        |
| 2013 | Destructoid 2013年度最佳         | 最佳故事             | 《最后生还者》                 | 提名 | [ 87 ]        |
| 2013 | Giant Bomb 2013年度游戏奖        | 最佳故事             | 《最后生还者》                 | 獲獎 | [ 88 ]        |
| 2013 | 《每日电讯报》电子游戏奖2013     | 最佳剧本             | 尼尔·德鲁克曼                  | 獲獎 | [ 89 ]        |
| 2013 | 《每日电讯报》电子游戏奖2013     | 最佳监制             | 尼尔·德鲁克曼和布鲁斯·斯特拉利 | 提名 | [ 89 ]        |
| 2014 | GameTrailers年度游戏奖2014       | 最佳故事             | 《最后生还者》                 | 獲獎 | [ 90 ]        |
| 2014 | IGN 2013年度最佳                 | 最佳PS3故事          | 《最后生还者》                 | 獲獎 | [ 91 ]        |
| 2014 | IGN 2013年度最佳                 | 最佳全平台故事       | 《最后生还者》                 | 提名 | [ 92 ]        |
| 2014 | 第66届美国编剧工会奖             | 电子游戏写作杰出成就 | 《最后生还者》                 | 獲獎 | [ 30 ]        |
| 2014 | 第17届年度DICE奖                 | 故事杰出成就         | 《最后生还者》                 | 獲獎 | [ 93 ]        |
| 2014 | 2014年西南偏南游戏奖             | 卓越叙事             | 《最后生还者》                 | 獲獎 | [ 94 ]        |
| 2014 | 第10届英国学院游戏奖             | 故事                 | 《最后生还者》                 | 獲獎 | [ 27 ]        |
| 2014 | 第14届年度游戏开发者选择奖       | 最佳叙事             | 《最后生还者》                 | 獲獎 | [ 28 ]        |
| 2015 | 第67届美国编剧工会奖             | 电子游戏写作杰出成就 | 《最后生还者：往日余烬》       | 獲獎 | [ 34 ]        |
| 2015 | IGN澳大利亚黑贝塔精选奖2014      | 最佳叙事             | 《最后生还者：往日余烬》       | 獲獎 | [ 95 ]        |
| 2015 | 第11届英国学院游戏奖             | 故事                 | 《最后生还者：往日余烬》       | 獲獎 | [ 33 ]        |
| 2016 | 2016年金摇杆奖                   | 最佳叙事             | 《神秘海域4：盗贼末路》        | 提名 | [ 96 ]        |
| 2016 | 游戏大奖2016                     | 最佳叙事             | 《神秘海域4：盗贼末路》        | 獲獎 | [ 44 ]        |
| 2017 | 第69届美国编剧工会奖             | 电子游戏写作杰出成就 | 《神秘海域4：盗贼末路》        | 獲獎 | [ 45 ] [ 97 ] |
| 2017 | 第13届英国学院游戏奖             | 叙事                 | 《神秘海域4：盗贼末路》        | 提名 | [ 98 ]        |